# Thomas Martinetti
Œuvres principales
Déjà Vu (2009) 

Victorine (2012)

Hafida (2013)

Noura (2014)

Seul survivant T1 : Atlanta-Miami (2016)

Seul survivant T2 : Bossa Nova Club (2016)

Seul survivant T3 : Rex antarctica (2019)
Thomas Martinetti, né le 28 janvier 1982 à Nice, est un romancier, scénariste, réalisateur, producteur et auteur de bande dessinée français,.

## Biographie
Après un bac scientifique obtenu à Nice, il intègre l'école de cinéma et audiovisuel EICAR à Paris en 1999. Dans le cadre de ses études, il réalise Dans ses rêves, un court-métrage librement inspiré du roman Et si c'était vrai de Marc Lévy. Puis, à partir de 2001, il alterne régie et production et participe au tournage de divers téléfilms, clips musicaux ou clips publicitaires.
Au sein des Productions Solidaires, il développe les courts métrages de la collection Femmes tout court,, pour défendre les droits des femmes, dont il confie l'écriture au scénariste Christophe Martinolli.
À la télévision ils co-signent la série jeunesse fantastique Déjà vu pour l'émission jeunesse KD2A, puis Lebowitz contre Lebowitz sur France 2.
Attirés par le monde de la BD, ils signent les scénarios de la trilogie fantastique Seul survivant, chez Les Humanoïdes Associés sous la direction de Bruno Lecigne  ,,.
En 2020, il publie son premier roman, le tome 1 de la série MARGO, un thriller norvégien sur fond d'usurpation d'identité.
En 2024, il quitte la Norvège pour la Savoie avec Ne descends pas, un thriller domestique qui aborde le décès d'un enfant au sein du foyer, édité par Kobo Originals.

## Carrière

### Cinéma et télévision

#### Cinéma

##### Courts métrages (réalisateur)
- 2002 : Dans ses rêves avec Elodie Hesme, Jérémie Covillault et Xavier Claudon. (réalisé dans le cadre de l'EICAR)

##### Courts métrages (Producteur exécutif)
- Collection Femmes Tout Court écrite par Christophe Martinolli, labellisée initiative Sexisme, pas notre genre ![9] par le Ministère des Familles, de l’Enfance et des Droits des femmes en 2017

1. 2008 : Qui de nous deux ? réalisé par Christophe Martinolli avec Helène Ruys et Nicolas Merlin
2. 2008 : A sa place réalisé par Marc Guilbert avec Denis Ménochet, Delphine Benattard et Lise Schreiber
3. 2011 : Leila réalisé par Vincent Vandries avec Emine Meyrem, Sylvain Porcher, Mustafa Korkut et Laura Ghnassia · Prix du scénario Grasse 2013
4. 2011 : Fatou réalisé par Nathalie Marchak avec Ella Godonou, Manon Lauvergeat, Frédéric Graziani et Anne Charrier
5. 2011 : Mei-Li réalisé par Judith Havas avec Yajun Zhao, Pierre Cachia et Bernard Blancan
6. 2012 : Victorine[10] réalisé par Garance Meillon avec Claudia Tagbo et Ralph Amoussou diffusé sur TV5 Monde Visa d'exploitation no 143616
7. 2013 : Hafida réalisé par Loïc Nicoloff avec Alicia Dadoun et Pauline Cheviller diffusé sur TV5 Monde Visa d'exploitation no 143617
8. 2014 : Noura[11] réalisé par Mathieu Sainty (aka Akira) avec Anaïs Parello, Mariama Gueye et Alix Bénézech diffusé sur TV5 Monde
9. 2014 : Dipali réalisé par Clémentine Isaac avec Rani Bheemuck et Lily Nambininsoa

##### Télévision (scénariste)
- Déjà Vu : Saison 2[12]

1. Épisode 16 : Test[13] co-écrit avec Christophe Martinolli
2. Épisode 20 : Cauchemar[14] co-écrit avec Christophe Martinolli
3. Épisode 25 : Surface[15] co-écrit avec Christophe Martinolli

- Lebowitz contre Lebowitz : Saison 3

1. 1 épisode non réalisé[16] co-écrit avec Christophe Martinolli

### Romans
- Série MARGO

1. Second souffle, 2020  (ISBN 979-8844411618)
2. Nordland, 2022  (ISBN 979-8844192067)
3. Soleil de minuit, 2024  (ISBN 979-8322172840)

- Ne descends pas, 2024  (ISBN 9781774539125)

### Bandes dessinées

#### Scénariste
- Seul survivant, chez Les Humanoïdes Associés sous la direction de Bruno Lecigne :

1. Atlanta-Miami[17],[18],[19],[20], 2016, Concept Stéphane Louis, d'après une histoire de Andrew M. Henderson, Dessin et couleurs Jorge Miguel, co-écrit avec Christophe Martinolli  (ISBN 9782731627688) (BNF 45001945)
2. Bossa nova club[21],[22],[23], 2016, Concept Stéphane Louis, Dessin José Malage, Couleurs Javi Montes, co-écrit avec Christophe Martinolli  (ISBN 9782731655636) (BNF 45118182)
3. Rex antarctica[24],[25] 2019, Concept Stéphane Louis, Dessin José Malage, Couleurs Javi Montes, co-écrit avec Christophe Martinolli  (ISBN 9782731628937) (BNF 45702890)
4. Coffret Seul survivant : Épisode 1, Atlanta-Miami ; Épisode 2, Bossa Nova Club ; Épisode 3, Rex Antarctica Concept Stéphane Louis, Dessin José Malaga, Couleurs Javi Montes, co-écrit avec Christophe Martinolli (ISBN 9782731691481) (BNF 45702184)